# Anders Krogsgaard
Anders Krogsgaard (* 19. April 1996 in Esbjerg) ist ein dänischer Eishockeyspieler, der seit 2025 bei Esbjerg Energy in der Metal Ligaen unter Vertrag steht. Sein Bruder Jonas Krogsgaard ist ebenfalls Eishockeyspieler.

## Karriere
Der dänische Verteidiger begann das Eishockeyspielen in seiner Heimatstadt Esbjerg, wo er die Jugendabteilung des heimischen Vereins Esbjerg IK durchlief. In der Saison 2012/13 lief er dann das erste Mal in der damaligen AL-Bank Ligaen für die Profimannschaft des EfB Ishockey auf. In den folgenden Jahren entwickelte sich Krogsgaard zum Stammspieler in der erstklassigen dänischen Eishockeyliga. In der Saison 2014/15 verlor er im Finale mit Esbjerg Energy gegen SønderjyskE Ishockey. In den folgenden Spielzeiten 2015/16 und 2016/17 konnte er mit Esbjerg den Meistertitel feiern.
Außerdem konnte der offensive Verteidiger 2016/17 sowie 2017/18 Erfahrungen in der Champions Hockey League sammeln. In der Saison 2019/20 verließ Anders Krogsgaard erstmals seine Heimatstadt und wechselte zu den Aalborg Pirates. Im März 2020 gaben die Fischtown Pinguins Bremerhaven bekannt, dass sie den dänischen Abwehrspieler verpflichtet haben.
Ab 2022 spielte der offensiv Verteidiger für den HC Innsbruck in der ICE Hockey League, für die er außerdem in der Saison 2023/24 auch in der Champions Hockey League auflief. Seit März 2025 steht Krogsgaard wieder bei seinem Ausbildungsclub Esbjerg Energy unter Vertrag.

### International
Bereits in der Saison 2011/12 lief Krogsgaard für die dänische U16-Nationalmannschaft auf. Im folgenden Jahr nahm er mit Dänemark an der U18-Junioren-Weltmeisterschaft der Division IA teil, wo er mit der Mannschaft den Aufstieg in die Top-Division schaffte. Im Jahr 2014 nahm er erneut an der U18-Junioren-Weltmeisterschaft teil und führte die Mannschaft als Kapitän auf das Eis. Außerdem spielte er noch mit der U20-Mannschaft bei der U20-Junioren-Weltmeisterschaft der Division IA. Auch dort gelang der Aufstieg, sodass er 2015 an der U20-Junioren-Weltmeisterschaft in der Top-Division teilnehmen konnte. Nachdem er mit der dänischen U20-Nationalmannschaft den Klassenerhalt gefeiert hatte, führte er im Jahr 2016 die Mannschaft ebenfalls als Kapitän aufs Eis.
Im Jahr 2016 wurde Krogsgaard das erste Mal für die A-Nationalmannschaft seines Landes berufen.

## Erfolge und Auszeichnungen
- 2015 Dänischer Vizemeister mit Esbjerg Energy
- 2016 Dänischer Meister mit Esbjerg Energy
- 2017 Dänischer Meister mit Esbjerg Energy

### International
- 2013 Aufstieg in die Top-Division bei der U18-Junioren-Weltmeisterschaft der Division IA
- 2014 Aufstieg in die Top-Division bei der U20-Junioren-Weltmeisterschaft der Division IA

## Karrierestatistik
Stand: Ende der Saison 2019/20

### International
Vertrat Dänemark bei:
| - U18-Junioren-Weltmeisterschaft der Division IA 2013 - U20-Junioren-Weltmeisterschaft der Division IA 2014 - U18-Junioren-Weltmeisterschaft 2014 | - U20-Junioren-Weltmeisterschaft 2015 - U20-Junioren-Weltmeisterschaft 2016 |

(Legende zur Spielerstatistik: Sp oder GP = absolvierte Spiele; T oder G = erzielte Tore; V oder A = erzielte Assists; Pkt oder Pts = erzielte Scorerpunkte; SM oder PIM = erhaltene Strafminuten; +/− = Plus/Minus-Bilanz; PP = erzielte Überzahltore; SH = erzielte Unterzahltore; GW = erzielte Siegtore; 1 Play-downs/Relegation; Kursiv: Statistik nicht vollständig)